# География Еврейской автономной области
Еврейская автономная область — субъект Российской Федерации на юге Русского Дальнего Востока.
Площадь автономной области — 36 266 км², это самый маленький дальневосточный регион России.
Климатические условия равнин благоприятны для сельского хозяйства, но подвержены наводнениям. Одно из сильнейших затоплений в истории России было осенью 2013 года.
На территории ЕАО — 391,1 тыс. га сельскохозяйственных угодий, в том числе около 136,1 тыс. га пахотных земель. При проведении мелиоративных работ площадь пашни может быть увеличена в 3—4 раза.

## Рельеф
Около половины территории области занимают горные хребты и предгорные регионы. Обширный горный массив занимает весь северо-запад области. В нём выделяются: Малый Хинган, Буреинский хребет,  Сутарский хребет (797), Щуки-Потокой (890), Помпеевский хребет (1013). Над территорией Среднеамурской низменности возвышаются также три хребта останцового типа: хребет Даур (674), хребет Большие Чурки (831) и хребет Ульдура (630).

## Природоохранные меры
Государственный природный заповедник «Бастак» учрежден постановлением Правительства Российской Федерации от 28 января 1997 г. № 96 (Собрание законодательства Российской Федерации, 1997, № 6, ст. 744). Расположен на территории Облученского, Биробиджанского и Смидовичского районов Еврейской автономной области. Общая площадь заповедника — 127 094,5 га, в том числе в Облученском районе — 72662 га, Смидовичском — 35323,5 га и Биробиджанском — 19 109 га.

### Флора и фауна
С середины 2010-х годах территорию области активно осваивает амурский тигр, не без помощи искусственной реабилитации. В 2013 году в дикой природе на территории заповедника «Бастак» был учтён первый тигр, к в 2017 году численность зарегистрированных диких особей выросла до 11, что составляет 2% тигриной популяции России.